# Loretta Pflaum
Loretta Pflaum (* 1972 in Wien) ist eine österreichische Schauspielerin. 

## Leben
Loretta Pflaum absolvierte ein Regiestudium am Max Reinhardt Seminar in Wien und wurde in New York und Rom zur Schauspielerin ausgebildet. Seit 1996 ist sie im Fernsehen zu sehen, darunter bei diversen Tatort-Folgen des ORF. 2005 spielte sie die Figur Beate Werner in Schläfer. Loretta Pflaum ist Mitglied in der Akademie des Österreichischen Films.
Gemeinsam mit der Schauspielerin Antje Hochholdinger übernahm sie den Heurigen Schübel-Auer in Wien-Döbling. 2022 wurde sie vom Wein- und Gourmetmagazin Falstaff als Heurigenwirtin des Jahres ausgezeichnet.

## Filmografie (Auswahl)
- 1997: Tatort – Hahnenkampf
- 1997: Tatort – Morde ohne Leichen
- 1997: Jugofilm
- 1998: Das verflixte Babyjahr – Nie wieder Sex?!
- 1998: Bella Block: Auf der Jagd
- 1999: Tatort – Nie wieder Oper
- 1999: Bella Block: Geflüsterte Morde
- 2000: Der Hahn ist tot
- 1999: Tatort – Absolute Diskretion
- 2000: Tatort – Der Millenniumsmörder
- 2001: Tatort – Nichts mehr im Griff
- 2001: Bis dass dein Tod uns scheidet
- 2003: Für immer verloren
- 2005: Die Viertelliterklasse
- 2005: Schläfer
- 2006: Slumming
- 2007: Die Todesautomatik
- 2008: Kommissar Stolberg – Irrlichter
- 2010: Bloch – Die Geisel
- 2010: Headshots
- 2012: Sechzehneichen
- 2017: Jetzt.Nicht.
- 2017: Gatekeeper
- 2019: Kommissarin Heller – Herzversagen
- 2019: Herzjagen
- 2021: Die Toten vom Bodensee – Der Seelenkreis